# 琼海博鳌国际机场
琼海博鳌国际机场是一座位于中国海南省琼海市的民用国际机场，位于琼海市中原镇，距琼海市区12公里，距博鳌亚洲论坛永久会址15公里，建设总投资19.1亿元。机场占地2,732亩，于2016年建成通航。 2023年該機場之旅客流量為951,277人次。

## 概况
根据中华人民共和国国务院、中共中央军委《关于同意新建海南琼海博鳌民用机场的批复》（国函〔2011〕78号），博鳌机场主体工程将按照国内支线机场规划、建设，飞行区等级为4C，主要服务范围为海南东部地区，重点服务博鳌亚洲论坛。机场建设目标年为2020年，预测旅客年吞吐量为48万人次、货邮年吞吐量1440吨、飞机年起降量4950架次。
博鳌机场于2015年3月19日正式开工建设，工程包含新建1条2600×45米的跑道、2条垂直联络道、9900平方米航站楼、两个近机位廊桥、跑道双向设置I类仪表着陆系统及900米的I类精密进近灯光系统、站坪机位26个（4C22B），配套建设通信、导航、气象、供电、供水、供油、消防救援等辅助生产设施。机场航站楼内共设5条安检通道，13间贵宾室。贵宾室整体风格融入海南黎族特色，黎族图腾大力神地毯及黎族风情的油画，配上精致典雅的蝴蝶兰，凸显海南优美的人文风情。机场内多处设置室内园林景观，候机楼内选用具有热带特色的植物，以向日葵相衬。
2016年3月3日，一架海南航空的波音737-800型客机在博鳌机场成功试飞，并于3月8日起投入试运行。，同年底博鳌机场二期工程开工建设，主要建设内容为飞行区等级由4C扩建为4E，跑道延长至3200米，新建2400米平行滑行道、4条联络道、E级停机坪和公务机停机坪；新建国际楼及国际货运区、旅客过夜用房等。
2017年，博鳌机场二期扩建工程投入运营，同年博鳌机场旅客吞吐量突破30万人次。
2020年，琼海市提出建设博鳌机场三期扩建工程，并于2023年开工建设。扩建工程计划建设3.5平方米T2航站楼和11万平方米停机坪及相应配套设施，计划于2025年底投入使用。
2024年4月30日，琼海博鳌机场正式获得中国民用航空局批复，同意变更名称为“琼海博鳌国际机场”。

## 航空公司与航点

### 境內航線
| 航空公司     | 目的地                      |
| ------------ | --------------------------- |
| 中国东方航空 | 合肥、南京、上海/浦东、太原 |
| 河北航空     | 遵义、石家庄、廈門          |
| 四川航空     | 成都/雙流、成都/天府        |
| 海南航空     | 南昌、北京/首都             |
| 中国国际航空 | 成都天府、銀川              |
| 乌鲁木齐航空 | 兰州、郑州                  |
| 长龙航空     | 泉州、揭阳                  |
| 多彩贵州航空 | 贵阳、瀘州                  |
| 春秋航空     | 深圳、揭阳                  |
| 九元航空     | 廣州                        |
| 上海航空     | 溫州                        |
| 青島航空     | 郑州                        |

### 港澳台/國際航線
| 航空公司 | 目的地    |
| -------- | --------- |
| 可依航空 | 首爾/仁川 |

## 空中交通服务通信设施通信频率
ATIS：126.825 MHz
塔台：118.025 MHz（130.0 MHz）